# Шикеданц, Альберт
Альберт Шикеданц (нем. Albert Schickedanz; 14 октября 1846, Бельско-Бяла — 11 июля 1915, Будапешт) — австро-венгерский архитектор.
Альберт Шикеданц родился в немецкой семье. Завершив обучение в Карлсруэ и Вене, Шикеданц приступил к работе у венгерского архитектора Миклоша Ибля. В 1896 году Шикеданцу был поручен проект площади Героев в Будапеште. Шикеданц также спроектировал и построил здания Музея изобразительных искусств и Мючарнока на этой площади.